# Krist na žalu
"Krist na žalu" ili "Krist jednom stade na žalu" (španj. "Pescador de hombres", eng. "Lord, You Have Come", polj. "Barka", njem. "Barke") je poznata kršćanska pjesma koju je 1974., pod izvornim nazivom "Pescador de hombres" ("Ribar ljudi"), napisao i skladao španjolsko-baskijski salezijanski svećenik i skladatelj Cesáreo Gabaráin.

## Naziv pjesme
Naziv pjesme je nadahnut biblijskim izrazom preuzetim iz španjolskog prijevoda Evanđelja po Luki: 
U hrvatskom prijevodu evanđelja, izraz ovako izgleda:
Futur prvi glagola loviti u ovom smislu znači ribariti, odnosno, biti ribar (ljudi).

## Zanimljivosti
Pjesmu je 1974. ili 1975. na poljski jezik preveo salezijanski svećenik Stanisław Szmidt. Budući kako je tijekom dana bio zauzet obavezama na nastavi, pjesmu je počeo prevoditi noću, no nije ju s lakoćom prevodio zbog nepoznavanja španjolskog jezika. Veći je dio noći provodio prevodeći pjesmu dok nije napokon shvatio njeno značenje uz pomoć znanja latinskog jezika.
Nakon što je čuo poljski prijevod pjesme, sveti papa Ivan Pavao II. je zavolio ovu pjesmu. Velečasni Szmidt se ugodno iznenadio kada je, tijekom hodočašća u Gnieznu, čuo Svetog Oca kako pjeva pjesmu iz srca.
Pri kraju studija monaške formacije 1980. godine u Rimu, vlč. Szmidt je odlučio posjetiti Svetog Oca na općoj audijenciji na Trgu svetog Petra. Kada je papa bio udaljen od njega oko 3, 4 koraka, vlč. Szmidt mu je rekao kako je pjesmu napisao na poljskom jeziku, te ga je na to papa poljubio u čelo.
Također, sam papa Ivan Pavao II. je pjesmu 1979. preveo na hrvatski jezik pod nazivom "Krist jednom stade na žalu". Hodočasnici su pjesmu prenijeli u svoje domovine, pa je ona vjerojatno na taj način postala popularnom u brojnim državama svijeta.

## Vanjske poveznice
- Tekst pjesme (PDF notni zapis + MIDI)  Arhivirana inačica izvorne stranice od 27. lipnja 2012. (Wayback Machine) (hrvatski)